# Harakers kyrka
Harakers kyrka är en kyrkobyggnad i Haraker i Västerås stift. Den är byggd under andra halvan av 1400-talet och ersatte då en äldre kyrka, troligtvis byggd omkring 1200. Dess nuvarande utseende och form kommer dock från en större ombyggnad i slutet av 1700-talet, då kyrkan förlängdes och tornet fick sitt utseende. Kyrkorummet har förändrats flera gånger under årens lopp och har därför föremål från många olika tider. Här finns bland annat en ovanligt stor mängd medeltida träskulpturer och målningar från 1618 som är några av stiftets bäst bevarade från tiden efter reformationen, med landets äldsta avbildning av Martin Luther i en kyrklig miljö.

## Kyrkobyggnaden
De putsade murarna i gul nyans i det rektangulära långhuset är till största delen uppförda i tegel, även om det också finns natursten längst ned. Kyrkan har formen av en salkyrka med sakristia i norr och ett torn med en lanternin i väst. Över långhuset finns ett mansardtak och över sakristian ett tälttak, båda klädda med svart plåt. På långhusets södra sida finns fyra stora, rundbågiga fönster och en port. På den norra sidan finns tre fönster. Även på tornet finns ett stort fönster på vardera sidan samt en port i väst med ett lunettfönster över.
Det enskeppiga långhuset är täckt av två stjärnvalv i öst och ett tunnvalv i väst. På väggarna finns målningar i svart och rött från 1618. Genom den främre delen syns dragjärn som satts upp för att stabilisera murar och valv. Koret i öst är upphöjt två steg och har golv som består av kalksten. De slutna bänkarna är visserligen från 1936 men har lånat sitt utseende från bänkarna som fanns i kyrkan på 1700-talet. I väst finns en orgelläktare, med en orgel som har en ovanlig utformning där piporna är grupperade på vardera sidan om spelbordet.

## Historia

### Den första kyrkan
Vid en arkeologisk undersökning 2014 hittade man spår efter en äldre kyrka, som stod något väster om den nuvarande. Väster om den nuvarande kyrkans torn hittade man grundrester efter ett kor, som varit tillverkat i sten och 2 gånger 8 alnar stort, det vill säga omkring 1,1 gånger 4,4 meter. Resten av kyrkan kan antingen ha varit byggd i trä eller i sten. Det gick inte att datera byggnaden närmare, men med tanke på att det finns en dopfunt från omkring 1200 bevarad i den nuvarande kyrkan är byggnaden troligtvis från den tiden..

### Nytt kyrkobygge
I många texter anges den nuvarande kyrkan vara uppförd på 1300-talet, men det finns inget stöd för det i de undersökningar som genomförts. I stället bör den äldre kyrkan ha rivits och ersatts av den nuvarande, större under andra halvan av 1400-talet. I norr uppfördes en sakristia och i söder ett vapenhus. Murarna byggdes till största del av tegel och redan från början hade kyrkan tre stjärnvalv över kyrkorummet, som avlastades av sju strävpelare runt ytterväggarna, varav två finns kvar. Även över vapenhuset och sakristian fanns det tegelvalv. Från tiden återstår åtta konsekrationskors i kyrkorummet. Över sakristian fanns en gapskulle; en läktare med en öppning mot koret. Man kan fortfarande se spår efter den i form av nischen som finns i sakristian, där dörren dit var placerad.
I slutet av 1400-talet uppfördes ett torn i väst, med en hög, spetsig spira i trä som var inspirerad av tornet på Västerås domkyrka.

### Ombyggnad på 1700-talet
Enligt en uppgift från 1730-talet hade en del nödvändiga reparationer på kyrkan skett, men mycket mer krävdes. Under de följande årtiondena genomfördes mindre reparationer och med hjälp av dragjärn försökte man stabilisera murarna. Men tornet förföll ändå allt mer och var till slut i behov av åtgärder. Arkitekt Per Wilhelm Palmroth tog fram en ritning till ett nytt torn som godkändes av Överintendentsämbetet 1793 och började byggas två år senare. Hela den västra delen av kyrkan med valv och torn revs, tillsammans med vapenhuset i söder och de tre stigluckorna som fanns i kyrkogårdsmuren. Kyrkan byggdes därefter ut åt väst med sex meter, vilket krävdes för en allt större församling. Över den nya delen av kyrkorummet slogs ett tunnvalv i tegel och en läktare med bänkar uppfördes. I väst byggde man ett kvadratiskt torn som kröntes med en lanternin. Samtidigt förstorade man fönstren och tog upp en ny portal i söder, där det tidigare vapenhuset stått.

### Kyrkan får sitt nuvarande utseende
Under en stor restaurering 1935-1936 fick kyrkorummet till stor del sitt nuvarande utseende. Golvet revs ut och ersattes med furu- och tegelgolv. De äldre bänkarna från 1892 byggdes om och fick nya sidostycken, med bänkar från 1700-talet som förlaga. Väggarna skrapades rent från kalk så att målningar som tillkommit 1618 kom fram och konserverades. En altaruppsats från 1843 togs ned och istället satte man upp den tidigare altaruppsatsen, från 1680-talet, prydd med en ny tavla. På 1970-talet genomförde man stora arbeten på kyrkans fasad, bland annat genom att bila bort den tidigare sockeln av cement och låta spritputsen på fasaderna i fortsättningen gå ända ned till marken. Väggarna fick en ljus ockragul färg.

## Kalkmålningar
Brukspatronen Ebba Brahe ägde en av de största gårdarna i Haraker socken, Svanå bruk och herrgård. Samma år som hon och Jakob De la Gardie gifte sig, 1618, bekostade de väggmålningarna i Haraker kyrka. Målningarna blir överkalkade 1741 och framtagna och konserverade 1935-1936. 1974 rengjordes de med 400 brödlimpor och konserverades åter igen av Gösta Lindström.
Bland motiven finns apostlar och motiv från både Gamla och Nya testamentet, däribland yttersta domen, syndafallet och Jesus liv. På norra väggen finns, delvis förstörda av ett senare förstorat fönster, Ebba och Jakob.På södra sidan av triumfbågen finns också bilder av reformatorerna Martin Luther och Philipp Melanchthon. Det är de äldsta kända avbildningarna av dem i en svensk kyrka.

## Inventarier
Kyrkan har ett stort antal medeltida skulpturer: 
- Den äldsta föreställer Olof den helige, stående på ett troll. Den kommer från början av 1300-talet.[7]
- Triumfkrucifixet är från mitten av 1300-talet, tillverkat i ek i Mälardalen.[8] Det togs ned från sin plats i triumfbågen på 1700-talet och återuppsattes 1963.[6]
- En av de mer ovanliga skulpturerna står i ett skåp och är en 1,4 meter hög avbildning av Jungfru Maria med krona från slutet av 1400-talet, kallad Rosenkransmadonnan. I famnen har hon Jesusbarnet och under hennes fötter finns ett månansikte. Hon är omgiven av en rosenkrans med Jesus sargade händer och en fot, den andra foten, liksom ett hjärta, saknas.[9]
- Från slutet av 1400-talet kommer också två större skulpturer av Olof den helige och Erik den helige, ungefär 1,3 meter höga. Troligtvis har de tidigare stått i ett altarskåp.[10]
- Samtida är också fem skulpturer, från ett annat ickebevarat altarskåp, föreställande tre lite större helgon, bland annat Johannes Döparen och Heliga Birgitta. De två andra är helgonkungarna Olof och Erik.[11]
- Dessutom finns två skulpturer från omkring 1500. Den ena är Sankt Martin till häst, i färd med att skära av en bit av sin mantel att ge till en fattig.[12][6] Den andra föreställer Sankt Göran, också till häst, när han slåss med draken. Intill finns en tillhörande prinsessa.[13]
- Det finns också två skulpturer från 1645, som tidigare har suttit på den samma år tillverkade predikstolen. De föreställer evangelisterna Johannes och Markus.[5]

Bland övriga inventarier finns bland annat:
- Kyrkans äldsta föremål är en dopfunt i sandsten från omkring år 1200.[3]
- Från 1400-talet finns det en välbevarad mässhake i röd sammet.[5]
- Bland kyrkans ljuskronor, ljusplåtar och ljusstakar från 1600-, 1700- och 1800-talen[6] utmärker sig en av ljuskronorna i långhuset. Den är troligtvis tillverkad i Holland och skänkt 1645 av fältsekreteraren Lars Örnstierna, vars begravningsvapen också finns i kyrkan.[14]
- Altaruppsatsen är tillverkad på 1680-talet. Den togs ned 1843 men återuppsattes 1935, då med en ny huvudmålning av Torsten Nordberg.[1]
- Arkitekt Carl Gustaf Blom Carlsson har ritat altare, altarring och predikstol. De är från 1843 och har kvar sin originalmålning. Kyrkan hade tidigare en predikstol från 1645, men den såldes till en skräddare och brändes senare upp.[1]

### Orgel
- Den mekaniska orgeln är byggd 1830 av orgelbyggaren Pehr Lund i Stockholm under hans gesälltid hos den framstående orgelbyggaren Pehr Zacharias Strand. Orgeln förändrades 1857 och 1934. 1967 renoverades orgeln och återställdes till ursprungligt skick av orgelbyggarna Bröderna Moberg i Sandviken. Då fick den tillbaka sin unika utformning med piporna grupperade på varsin sida av spelbordet. Orgeln har 14 stämmor.[6][1]

| Manual           | Pedal      | Koppel  |
| Borduna 16´      | Subbas 16´ | Man/Ped |
| Principal 8´ B/D | Violon 8´  |         |
| Gedacht 8´       | Basun 16´  |         |
| Fugara 8´        |            |         |
| Vox Retusa 8'    |            |         |
| Octava 4'        |            |         |
| Fleut 4'         |            |         |
| Quinta 3'        |            |         |
| Octava 2'        |            |         |
| Trumpet 8' B/D   |            |         |
| Vox humana 8' D  |            |         |

## Kuriosa
Två fältslag har ägt rum strax norr om kyrkan. Under pukefejden möttes 1437 Karl Knutsson (Bonde) och Erik Puke i ett slag och 1464 stod slaget vid Haraker mellan danskar och allmoge från Dalarna och Uppland i skogarna runt kyrkan. Enligt en legend var det för krigsbytet som Haraker kyrka byggdes.
Poeten Karl Asplund beskriver i sin dikt Altarskåpet hur de olika skulpturerna i Harakers kyrka får liv under midnatten.

## Galleri

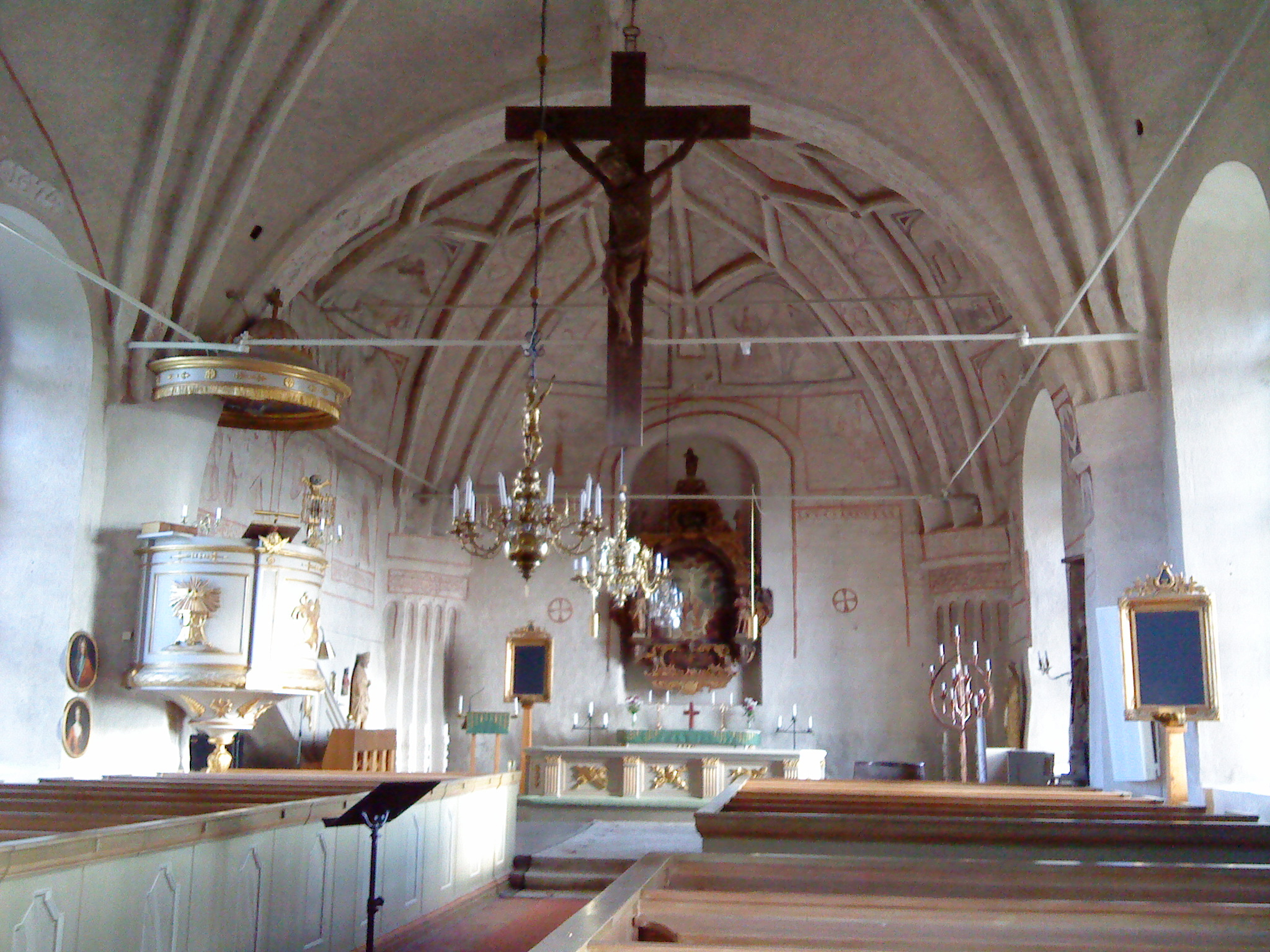
Interiör
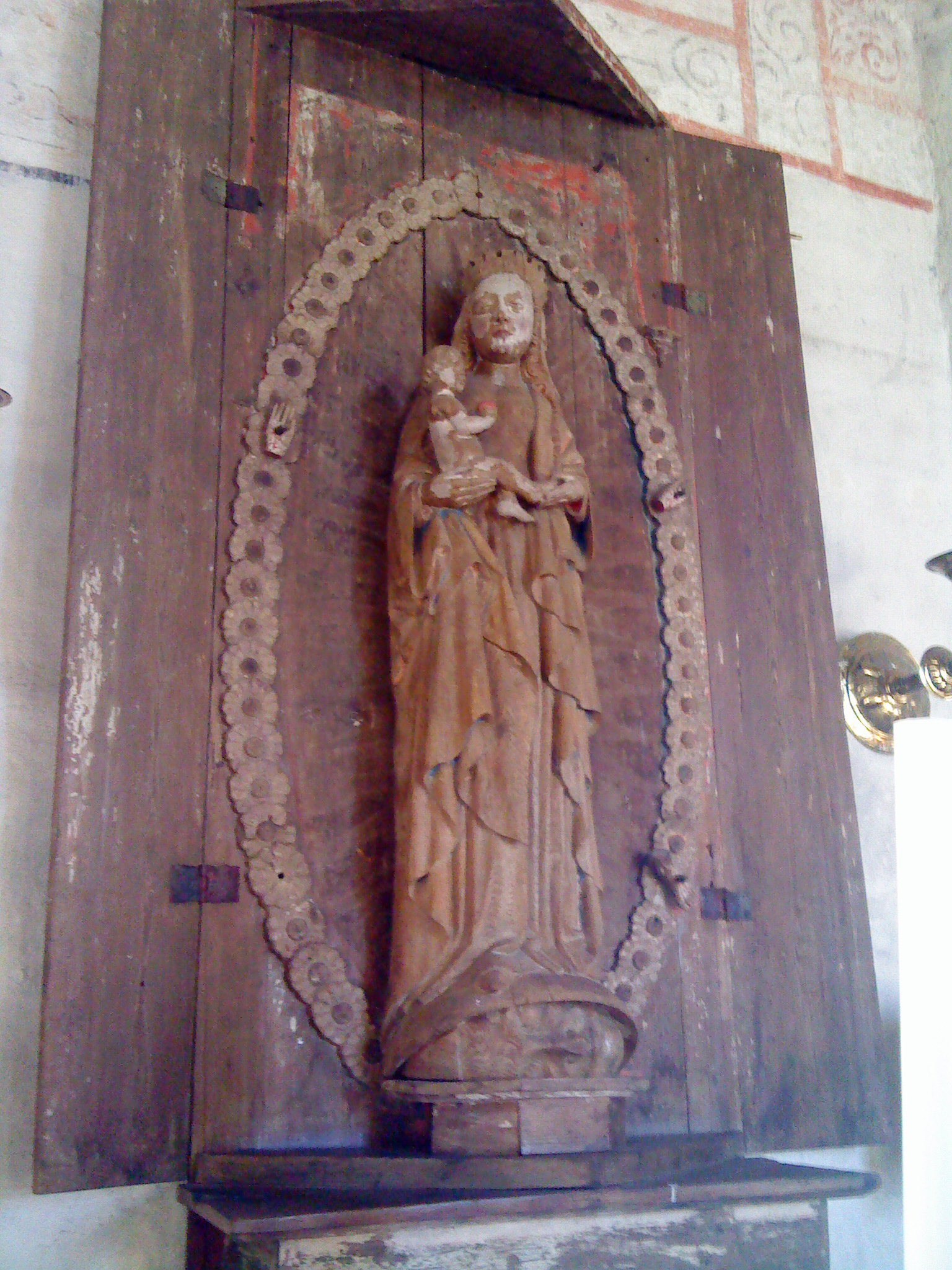
Rosenkransmadonnan med Maria på månskära
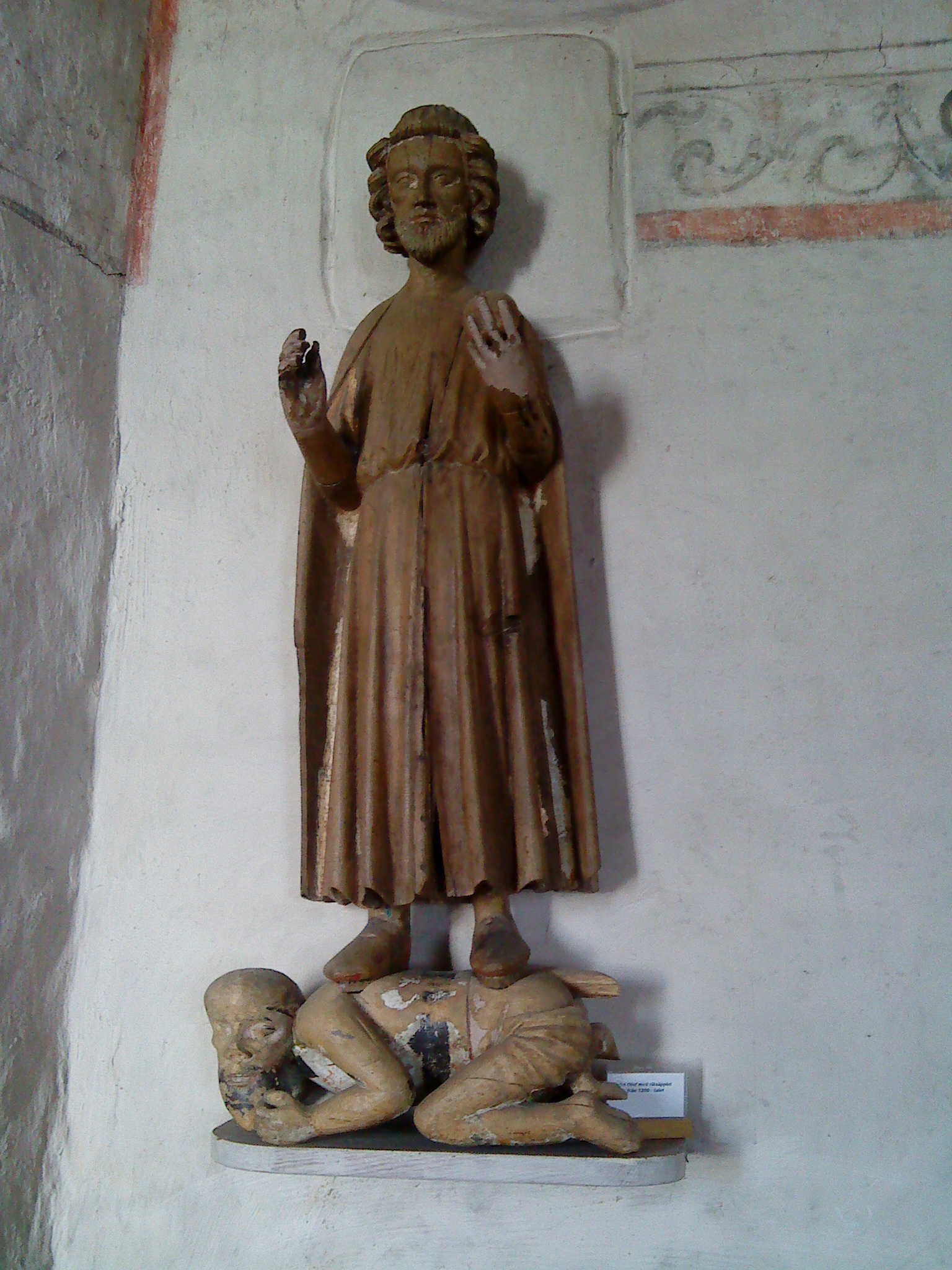
Sankt Olof stående på trollet Skalle (träskulptur)
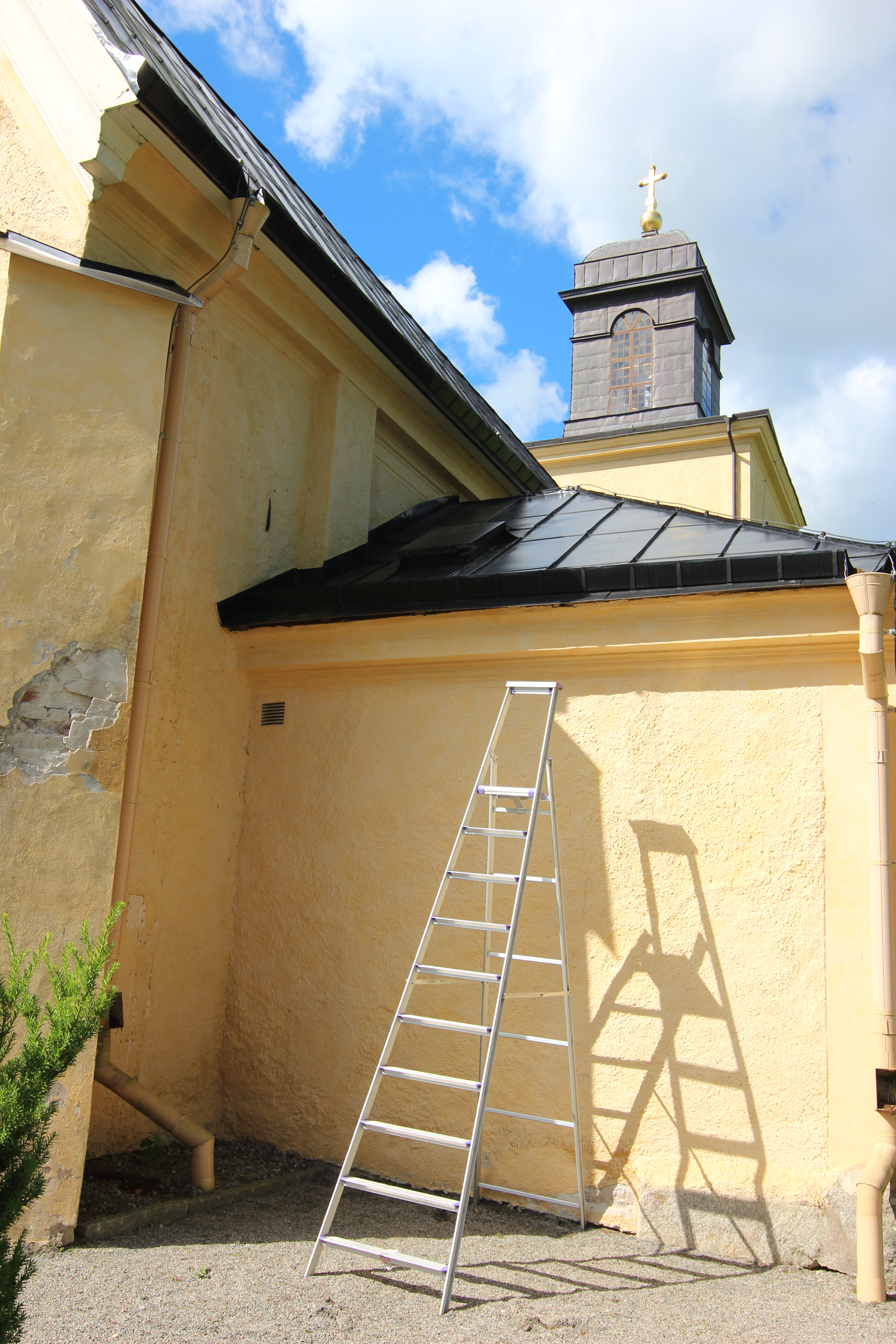
Harakers kyrka, sakristia
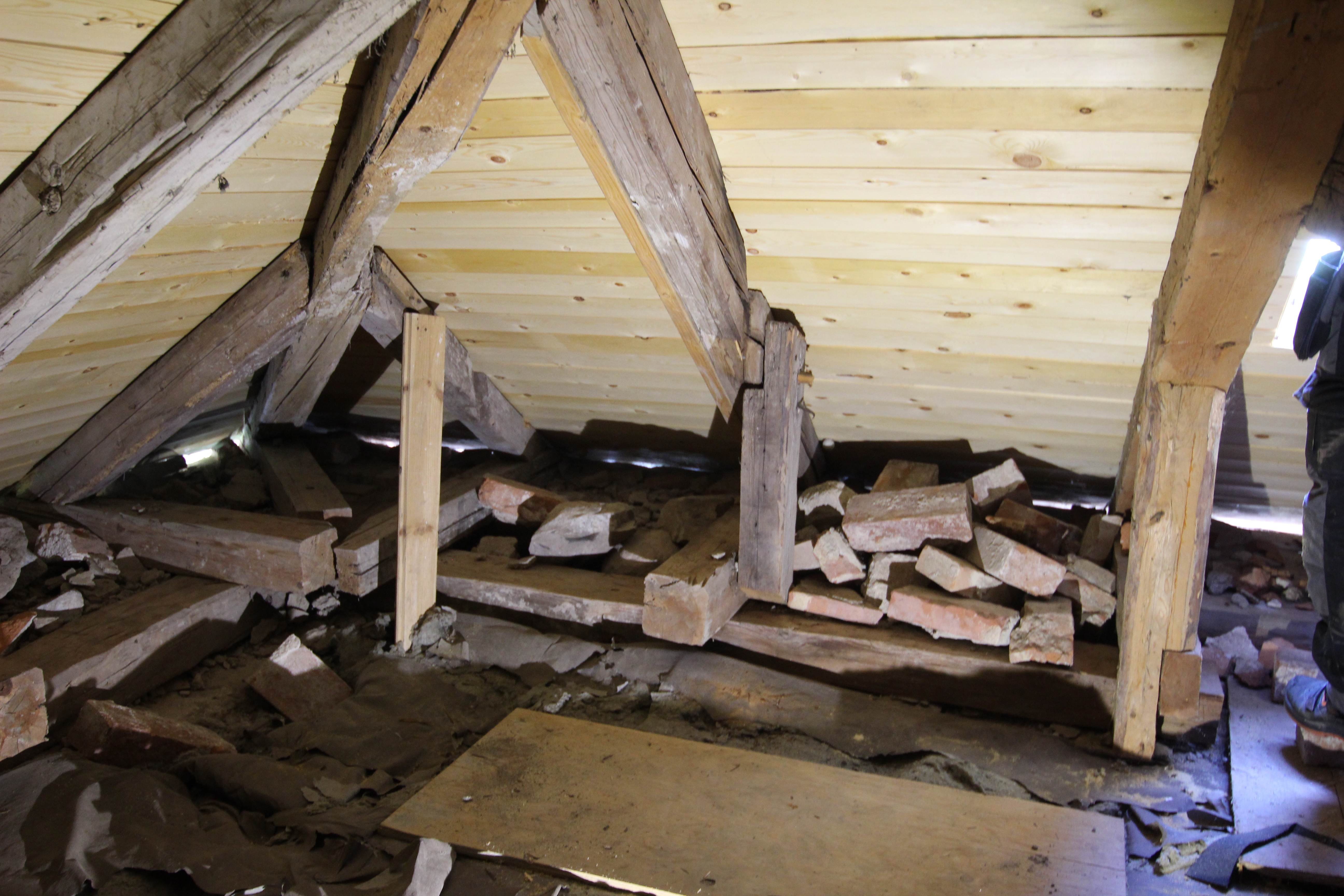
Del av taklaget i sakristian. Troligen är de äldsta delarna senmedeltida.